# Wonderful Town

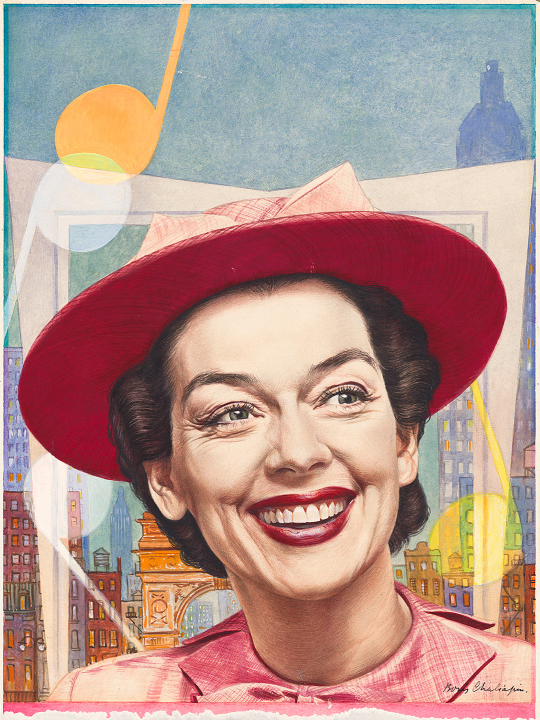
Rosalind Russell im Broadway-Musical Wonderful Town (Cover des Time Magazine vom 30. März 1953)

Wonderful Town ist ein Musical aus dem Jahr 1953, komponiert von Leonard Bernstein. Die Gesangstexte stammen von Betty Comden und Adolph Green, das Libretto schrieben Joseph Fields und Jerome Chodorov auf Grundlage ihres Theaterstücks My Sister Eileen (1940) und den Erzählungen (1938) von Ruth McKenney.
Nach On the Town (1944) schufen Bernstein, Comden und Green mit Wonderful Town ein weiteres Mal ein musikalisches Porträt ihrer Heimatstadt New York. Die Komposition fällt in eine der produktivsten Phasen im Leben Bernsteins – zwischen 1950 und 1957 schrieb er u. a. außerdem die Bühnenwerke Peter Pan, Trouble in Tahiti, Candide, West Side Story sowie die Filmmusik zu On the Waterfront (Die Faust im Nacken).

## Inhalt

### I. Akt
Die Geschichte spielt im Sommer 1935 im New Yorker Stadtteil Greenwich Village. Ein Stadtführer zeigt seiner Gruppe alle Sehenswürdigkeiten im Viertel, die besonderen Klänge und die schrägen Vögel, Künstler und Lebenskünstler, die hier zu Hause sind. Unter den Hunderten von Leuten, die jeden Tag in der Stadt landen, sind auch die Schwestern Eileen und Ruth Sherwood aus Ohio. Nachdem sie ein schäbiges Zimmer bei dem Möchtegern-Maler Appopolous gefunden und ihre Nachbarn Wreck und Helen kennengelernt haben, ziehen sie los auf der Suche nach Ruhm, Geld und Erfolg.
Eileen will Schauspielerin werden. Sie ist hübsch, charmant und naiv. Alle Männer grinsen ihr wie hypnotisiert hinterher – sie selbst ist sich dieser Wirkung überhaupt nicht bewusst. Ruth ist weniger schön als intellektuell und hat die irritierende Angewohnheit, jederzeit genau das zu sagen, was ihr gerade durch den Kopf geht. Ausgezogen, eine erfolgreiche Autorin zu werden, absolviert Ruth eine fruchtlose Kette von Vorstellungsgesprächen bei verschiedenen New Yorker Zeitschriften. Bob Baker, Redakteur beim „Manhatter“, macht sich über ihre Kurzgeschichten lustig und rät ihr, in die Provinz heimzukehren. Auch Eileen hat zunächst Pech, jedenfalls beruflich. Dafür gewinnt sie das Herz von Frank Lippencott, dem Filialleiter im Drugstore um die Ecke, der sich der hungrigen, mittellosen Kundin sofort erbarmt.
Bob erscheint in der Behausung der Schwestern, um sich nach Ruth zu erkundigen. Eileen lädt ihn zum Bleiben ein. Sie vergisst dabei, dass sie zuvor schon mit Frank dieselbe Verabredung getroffen hat. Zu allem Überfluss schaut auch noch Chick Clark vorbei, ein hartgesottener Zeitungsmacher, der sich bei Eileens Anblick gleich selber einlädt. Drei Männer und zwei Frauen in einem stickigen Zimmer, eine Flasche Wein und eine halbe Portion Spaghetti für alle – die Party wird zu einem Desaster. Bob und Frank hauen ab. Um Eileen ganz für sich zu haben, täuscht Chick einen Anruf für Ruth vor: Sie soll augenblicklich einen Artikel übernehmen und dafür nach Brooklyn fahren, wo ein brasilianisches Militärschiff festgemacht hat.
Ruth soll vor Ort Interviews machen, aber die vergnügungssüchtigen Kadetten wollen nur tanzen! Sie verfolgen Ruth durch die ganze Stadt, und erst Eileens Erscheinung kann sie ablenken. Alles versinkt im Conga-Chaos. Eileen wird wegen Unruhestiftung verhaftet.

### II. Akt
Ruth geht Geld verdienen: Sie steht auf der Straße mit einem Schild um den Hals. Es wirbt für das Village Vortex, einen angesagten Jazz-Club. Allmählich bekommt die zunächst hölzerne Ruth  den Dreh heraus, wie man die coole Jazz-Gemeinde ansprechen muss.
Eileen ist aus dem Gefängnis entlassen worden, dank ihrer Wirkung auf die Polizisten sowie Bobs Hilfe. Gerade als Ruth und Eileen drauf und dran sind, ihr Scheitern einzugestehen und nach Ohio zurückzukehren, wendet sich das Schicksal. Chicks Zeitung bringt Ruths Kadetten-Story unter dem Aufmacher „Blonde Sexbombe versenkt brasilianische Kriegsmarine“. Mit einem Mal ist Eileen ein Kassenmagnet! Das Village Vortex lädt sie zum Vorsingen ein. Zu dieser Chance macht sich Eileen gerade auf den Weg, als sie auf Bob trifft. Er hat nun Ruths Talent erkannt und sich außerdem in die Autorin verliebt.
Im Village Vortex am Abend erscheint Chick und offeriert Ruth eine feste Stelle. Eileen ist so gerührt, dass sie gar nicht mehr aufhören kann zu heulen. Ihre Gesangsnummer droht zu platzen ... Die einzige Möglichkeit, sie zum Auftritt zu bewegen, ist, dass sie und Ruth zusammen singen. So haben die Sherwood-Schwestern ihr gemeinsames New-York-Debüt mit einem alten Song aus ihren Tagen als Kinder-Duo. Die Nummer ist ein Riesenerfolg. Eileen wird auf der Stelle engagiert. Ruth und Bob werden ein Paar.

## Musiknummern

### I. Akt
1. Overture
2. Christopher Street (Fremdenführer, Chor)
3. Ohio (Ruth und Eileen)
4. Conquering New York
5. One Hundred Easy Ways To Lose a Man (Ruth)
6. What a Waste (Bob, Redakteure)
7. Ruth’s Stories
8. A Little Bit in Love (Eileen)
9. Pass The Football (Wreck)
10. Conversation Piece (Eileen, Frank, Ruth, Chick, Bob)
11. A Quiet Girl (Bob)
12. Conga (Ruth und Chor)

### II. Akt
1. Entr’acte
2. My Darlin’ Eileen (Polizisten und Eileen)
3. Swing! (Ruth und Chor)
4. Quiet Incidental
16a. Ohio Reprise (Ruth und Eileen)
5. It’s Love (Eileen, Bob, Chor)
6. Let It Come Down – Ballet at the Village Vortex
7. The Wrong Note Rag (Ruth, Eileen, Chor)
19a. It’s Love Reprise – Finale Act Two (Ensemble)
8. Bow & Exit Music

## Instrumentalbesetzung
Die aktuelle Bühnenversion ist orchestriert für einen fünfstimmigen Holzbläsersatz (1. Stimme: Querflöte, Es-Klarinette, B-Klarinette, Altsaxophon; 2. Stimme: B-Klarinette, Bassklarinette, Alt- und Baritonsaxophon; 3. Stimme: Oboe, Englischhorn, B-Klarinette, Tenorsaxophon; 4. Stimme: Piccoloflöte, Querflöte, B-Klarinette, Tenorsaxophon; 5. Stimme: B-Klarinette, Alt- und Basssaxophon, Fagott), vier Trompeten, drei Posaunen, Pauken, Schlagwerk (zwei Spieler), Klavier, optional Celesta und Streicher.

## Produktionen (Auswahl)
- Die Uraufführungsproduktion in der Regie von George Abbott mit der Choreographie von Donald Saddler hatte am 25. Februar 1953 im New Yorker Winter Garden Theatre Broadway-Premiere. Sie erlebte dort 559 Aufführungen bis zur Derniere am 3. Juli 1954. Zur Besetzung gehörten Rosalind Russell als Ruth, Edie Adams als Eileen und George Gaynes als Robert Baker. Carol Channing übernahm Russells Rolle für die letzten sechs Monate der Serie. Die Produktion wurde 1953 mit fünf Tony Awards ausgezeichnet, u. a. als Bestes Musical.
- Im Londoner West End lief das Stück erstmals ab 22. Februar 1955 im Prince’s Theatre für insgesamt 207 Aufführungen, es spielten Pat Kirkwood als Ruth, Shani Wallace als Eileen und Sid James als Wreck.
- Am 30. November 1958 sendete CBS Television eine Fernseh-Fassung des Musicals mit Rosalind Russell (Ruth), Jackie McKeever (Eileen), Sydney Chaplin (Bob) und Jordan Bentley (Wreck).
- Das jüngste Broadway-Revival hatte am 23. November 2003 im Al Hirschfeld Theatre Premiere und lief für 497 Vorstellungen bis zum 30. Januar 2005. Regie und Choreographie stammten von Kathleen Marshall, es spielten Donna Murphy bzw. später Brooke Shields (Ruth), Jennifer Westfeldt (Eileen) und Gregg Edelman (Bob).
- Die deutschsprachige Erstaufführung fand am 9. November 1956 an der Wiener Volksoper in einer Inszenierung von Heinz Rosen statt. Die Übersetzung stammte von Marcel Prawy; die musikalische Leitung übernahm Dalibor Brazda. Die Choreografien schufen Dia Luca und Heinz Rosen, das Bühnenbild Walter von Hoesslin, die Kostüme Alice Maria Schlesinger. Zur Besetzung gehörten Ulla Salert als Ruth, Olive Moorefield als Eileen, Bruce Low als Bob, Hubert Dilworth als Goal [= Wreck] und der aus der Emigration zurückgekehrte Siegfried Arno als Appopolous.
- Seine deutsche Erstaufführung feierte Wonderful Town am 6. November 1981 im Theater Oberhausen. Für die Inszenierung von Joel Schnee, der auch die Choreografien schuf, überarbeitete Marcel Prawy Buch und Gesangstexte seiner Wiener Fassung von 1956. Die Ausstattung lag in den Händen von Werner Schwenke (Bühnenbild) und Ilse Evers (Kostüme). Unter der musikalischen Leitung von Saul Schechtman sangen Elfi Gerhards (Ruth), Annelie Siebert (Eileen) Markuu Niemelä (Bob) und Heinz-Werner Köper (Kicker = Wreck).
- Am 22. Dezember 2016 wurde Wonderful Town als erste Musical-Produktion im Neubau der Staatsoperette Dresden im Kraftwerk Mitte aufgeführt. Die neue deutsche Übersetzung stammt von Roman Hinze und arbeitet die komödiantischen Momente des Originallibrettos überzeugender heraus. Zum Inszenierungsteam gehörten Peter Christian Feigel (Musikalische Leitung), Matthias Davids (Regie), Melissa King (Choreografie), Mathias Fischer-Dieskau (Bühnenbild) und Judith Peter (Kostüme). Die Hauptrollen waren mit Sarah Schütz (Ruth), Olivia Delauré (Eileen), Bryan Rothfuss (Bob) und Marcus Günzel (Wreck) besetzt.
- Kim Criswell schrieb für Konzertaufführungen einen verbindenden Erzähler-Text, der auch auf Deutsch vorliegt.[2]

## Einspielungen (Auswahl)
- Original Cast Album 1953: Decca 9010 (LP); Re-Release 1990 auf CD: MCA Classics, MCAD-l0050.
- Broadway Revival Cast Album 2004: DRG Records, DRG-CD-12999.
- Simon Rattle spielte das Werk mehrfach ein, 1999 als Studio-Album (EMI Classics 5-56753-2) mit Kim Criswell als Ruth, Audra McDonald als Eileen, Thomas Hampson als Bob und Rodney Gilfry als Frank, sowie 2002 auf DVD (Euroarts 2052299) als Live-Mitschnitt der Silvesterkonzerte der Berliner Philharmoniker in der Berliner Philharmonie.
- Die Inszenierung der Staatsoperette Dresden der Spielzeit 2016/17 wurde als Live-Doppel-CD mit den Solisten, dem Chor und dem Orchester der Staatsoperette unter der Leitung von Peter Christian Feigel aufgenommen und ist seit September 2017 im Handel: Hitsquad Records (MG Sound), 668385.

## Presseresonanz
„Wonderful Town, which opened last evening, is the most uproarious and original musical carnival we have had since Guys and Dolls appeared in this neighborhood. [...] Leonard Bernstein has written it a wonderful score. Dispensing with hurdy-gurdy techniques, he has written a bright and witty score in a variety of modern styles without forgetting to endow it with at least one tender melody and a good romantic number. [...] Everyone else is in the right key also. They make the Village a good deal more warm-hearted and insane than it is in nature.“

„Das Hübscheste und Überraschendste am neuen ‚Musical‘ in der Volksoper liegt darin, daß es so ganz anders ist als das erste [gemeint ist Kiss me, Kate]. […] Das Libretto verfährt […] schlechthin feuilletonistisch. […] Dazu kommt als wesentliches und entscheidendes Merkmal, daß die feuilletonistischen Pointen jeweils musikalischer Art sind. […] Und diese Musik hat Charme, Schwung und Einfall. Sie stammt von Leonard Bernstein, einem jüngeren, hochbegabten Komponisten, der neben seinen ‚Musicals‘ auch gewichtige und gehaltvolle Symphonien schreibt. In seinen Einfällen halten Artistik und Volkstümlichkeit einander die Waage.“

„Zuerst verschlug es manchen schier die Sprache, als das Musical Wonderful Town so flott begann: mit dem jazzig lautstarken Melodienkranz des Vorspiels, den ersten, überraschenden Bildwechseln, der originellen Tanznummer, wie die Ohio-Mädchen zwischen Wolkenkratzern umherirren mit ihrem ‚ich suche einen Job‘. […] Schlußapplaus gab es […] nach der Premiere genug, und dieser war von den Ausführenden wohlverdient, zumal der Intensität wegen, mit der dem Anspruch der Gattung Musical standgehalten wurde, im Spielen, Tanzen, Singen zugleich.“

„Neuling Sir Simon Rattle suchte individuell neue Wege. Er reanimierte für seinen ersten Jahreswechsel mit den Berliner Philharmonikern fast komplett die Sangeskräfte einer vier Jahre alten, aber immer noch taufrischen Londoner CD-Produktion ─ darunter die fulminanten Broadway-Stars Kim Criswell und Brent Barrett ─ und präsentierte dergestalt in Auszügen das Musical Wonderful Town: Leonard Bernsteins Hommage an das New York der fünfziger Jahre ─ eine nur leicht kaschierte, herzwärmende Liebeserklärung an Berlin. […] Erst spät, als am Ende auf Sir Simons Geheiß die fabelhaften European Voices den Saal stürmten und zum Tanz baten, das Orchester mit dem Conga ‚one two three kick‘ schnatternd in die Endlosschleife einbog und die Solisten eine Konfetti-Polonaise quer durch Scharouns heilige hängenden Gärten anführten, da verwandelte sich die Philharmonie in einen leuchtenden, dampfenden Partykeller, und ein neues Zeitalter zog herauf.“

„[…] Die attraktive Eileen (Olivia Delauré) und ihre tafle Schwester Ruth (Sarah Schütz) kommen aus Ohio in den Schmelztiegel New York wie Hunderte junger Mädels vor und nach ihnen – hoffnungsvoll und mit großen Erwartungen, ihr Glück zu machen. Die eine als Autorin (Ruth), die andere als Sängerin (Eileen). Dass dieses Vorhaben jedoch nicht immer gradlinig verläuft, zeigt uns Wonderful Town recht eindrucksvoll. Bei allen Konflikten um die begehrten Jobs, die Wohnung, den Nachbarn ist Bernsteins Stück auch ein Wohlfühl-Musical und gerade deshalb lässt Davids die Bühnenpersonage mit viel Sympathie agieren. So entsteht eine Milieustudie des Künstlerviertels Greenwich Village in einer Zeit, die eine große Aufbruchsstimmung der New Yorker in sich barg. Die Kostüme von Judith Peter sind von großer Wirkung und spiegeln ohne Schnörkel und Exaltiertheit die Mode der 30er-Jahre wider. Mathias Fischer-Dieskau hat eine Bühne erdacht, die Großstadtflair und Enge einer Souterrain-Wohnung gleichermaßen ausstrahlt. Er baute einen Steg und variable Treppen für die Betriebsamkeit der Straße und lässt im Bühnenhintergrund die Skyline New Yorks entstehen. Alles fließt reibungslos in- und umeinander. Diesen Rhythmus nimmt Melissa King mit ihren Choreografien auf. Sie zieht alle Register ihres Fachs: vom Bewegungsablauf jedes einzelnen Darstellers und dem Conga-Finale des 1. Aktes bis zu den Revuetänzen im Vortex-Club. Die Homogenität dieses Ensembles ist bestechend. Mit geradezu berührender Naivität ist Olivia Delauré Eileen: attraktiv, sympathisch, unschuldig. Diese Frau möchte man kennenlernen und Eileen hat Verehrer. Der Glaube an sich selbst und ihr Talent lassen zunächst dafür keinen Raum und erst am Schluss bekommt Chick Clark (Gerd Wiemer) die Chance, ihr seine Liebe zu gestehen. Mit Sarah Schütz betritt eine Ruth die Bühne, die weiß, was sie will: selbstbewusst, schlagfertig. Eine starke Frau, vor der die Männer kapitulieren. Die Schütz ist nicht nur stimmlich – wie übrigens alle Darsteller der Produktion – großartig, sie weiß, wie man Komödie spielt, und auch das kostet sie aus. Es macht großes Vergnügen, diesem Stück, das über weite Strecken auch ein Konversationsstück ist, zuzuhören. […] Es ist letztendlich die Musik, die diesen Abend so unverwechselbar macht. Bernsteins Partitur verbindet raffiniert Unterhaltungsmusik mit dem Sinfonischen und schafft damit auch den Respekt vor einem Genre, das bei der sogenannten Kulturelite wenig Beachtung findet. Peter Christian Feigel lässt das Orchester jede Nuance Bernstein‘scher Musik ausloten und schafft damit einen Sound, der jedem Orchester am Broadway zur Ehre gereichen würde.“